# ちびロボ!
『ちびロボ!』は、スキップが開発し任天堂より2005年6月23日に発売されたアクションアドベンチャーゲーム。

## 概要
任天堂が発売し、開発はスキップが担当したアクションアドベンチャーゲーム。スキップと任天堂による作品は『ギフトピア』に続き2作目で、タイトルこそ繋がっていないがシステムの共通点などが多く開発スタッフも『ギフトピア』を踏まえて改良したものとしている。なお、本作もラブデリック系列の作品同様、日本語でも英語でもないオリジナルの言語を発する（本作ではハナモゲラ言語と呼ばれる）。
タイトルにもなっているちびロボとは、一家に一台のお手伝いロボットである。サンダースン一家が住む家の中を身長10センチという小さな体を使って、掃除から捜し物の発見、悩みの解決まで様々なことを、3DCGで描かれたフィールドの中、右往左往してこなしていく。ちびロボの動力は内蔵されているバッテリーであり、バッテリーが切れると行動不能になってしまうため、適時家の中にあるコンセントで充電をしなければならない。また、ちびロボは喋ることができないため、意思表示には○か×を使う。
ちびロボのパートナーとしてトンピーというマネージャーロボがセットとなっている。目的は、嬉しくなったり感謝をしたりすると発生する「ハッピー」を家族たちから集めること。その順位に応じて新しいバッテリーがちびロボを販売するオレンジ社より贈られる。自分の家を持ち、その中では集めたマネ（お金）により買い物をしたり、ハッピーの精算をしたりする。また、この家ではある理由によりおもちゃが動き、ロをきく。彼らと交流をし様々なトラブルや悩みを解決していくのも冒険の要点の1つとなっている。ストーリーは基本的にギャグ要素が多いが、ギャグ一辺倒でもなくストーリー要所ではシリアスな展開も見せ、Wii版のテレビCMでは「でも、ハッピーだけじゃない」「ちょっと切ないロボットの冒険」と表現している。
売り上げは際立って高かったわけではなかったが、後述するように北米での評価や『Wiiであそぶセレクション』版での発売など、作品としてはかなり高評価を得ている。また、音楽関連の評価が高く、GC版公式サイトではゲーム中の音楽をいくつか視聴することができ、小学館発行の攻略本にはサウンドトラックCDが付属されていた。
日本のみの発売だった『ギフトピア』と違い、本作は日本以外にアメリカ合衆国や欧州連合でも『Chibi-Robo!』のタイトルで発売されて、アメリカ合衆国ではIGNの「BEST OF 2006」で「ゲームキューブ・ベストアクションゲーム部門」を受賞した。
2009年6月11日に『Wiiであそぶ ちびロボ!』としてWiiに移植された。

### Wii版での変更点
前述のように、本作は後に『Wiiであそぶセレクション』シリーズの一つとしてWii用に移植された
操作はWiiリモコンとヌンチャクの組み合わせにのみ対応しており、Wiiリモコン単体とGC用コントローラには対応していない。操作方法はGC版後に同スタッフが開発したWii用ソフト『キャプテン★レインボー』に近く、Wiiリモコンのポインターでメニュー画面のアイコンを操作する、ポインターが対象物に触れるとアクションが起こるなどの共通点がある。メニュー操作に関しては、ポインターとヌンチャクのスティックを併用するかしないかオプションで変更できるように改良されている。この他にWiiならではの操作として、一部のアクションではWiiリモコンやヌンチャクを振る動作を用いるようになった。

## ストーリー
サンダースン家、このうちにあるロボットがやってきた。名前はちびロボ。小さくてかわいいロボット。彼は悩みの多いこの家庭で毎日働き、家族とふれ合い家族の絆を深めさせていく。一番の目的はこの家と最近各地のちびロボを襲っているという謎のロボットとの関係を突き止めること。ときには彼らとの戦闘も行っていく。

## 登場キャラクター
ちびロボ
本作の主人公で、自主行動型ロボット。様々な道具（勝手に持ち出すこともある）を駆使して家事を手伝い、自分で思考することで行動しているが、ほぼ充電式な上に電気で動いているため、最終的にはバッテリーが尽きると倒れてしまう。サンダースン家の父親であるパパに購入されて以降、サンダースン家の為に地道に問題を解決させていき、最後はラストボスであるマザースパイダーをパパと2人で撃破した。その後、デカロボを復活させた。
トンピー
ちびロボとセット販売されているマネージャーロボ。プロペラにより宙に浮いて移動する。ちびロボと違い、喋ることができ、また悲しい時には涙を流すなど人間らしい感情をある程度持っている。
パパ
本名ジョージ。サンダースン家の父親で、オレンジ社のライバル会社であるグレープ社の元エンジニア。能天気で、普段から抜けている事が多く、とにかく頼りないが、反面家族が困った時には真っ先に身を案じて駆け付ける等の家族想い且つ勇気ある一面も見せている。浪費癖があり、生活が苦しいのを分かっていながら大ファンであるギッチョマンのおもちゃなどを購入してマネの無駄遣いを続けてはママを困らせている。エンジニアとして働いていた頃にスパイダーを開発したが、グレープ社の他の社員がスパイダーを改造した為にそれに激怒してグレープ社を辞めてしまい、以来はいつも家にいる生活を送るようになった。ちびロボ欲しさにジェニーの誕生日に合わせた上で購入し、以降はちびロボの世話になっては自分は相変わらずリビングで毎日をダラダラと過ごしていたが、物語の途中からはママのボイコットに加えて手紙で本心を知ったために進んで家事をやるようになる。その後、マザースパイダーの襲撃ではちびロボと共に立ち向かった（マザースパイダーに捕まる前には任天堂作品には珍しくはっきりわかる下ネタを発言していた）が、家族と一緒に捕まってしまい、最後はちびロボに助けられる。その後はママと和解し、仲は修復されて元の生活に戻るが、自身は変わらずにママに代わってご飯を作る為にキッチンに立ったり、お庭の水撒きをしたりと以前よりも性格が変わり始めた。また、オレンジ社に再就職した。
『おかえり!ちびロボ! ハッピーリッチー大そうじ!』では名前のみ登場しており、ゴミから電気を発電可能なゴミ箱を発明した事が判明する。
ママ
本名ヘレン。サンダースン家の母親。真面目で、ちびロボが行えることを除いて家事全般を苦労しながらもこなしたり、苦しい一家の財政に悩みつつも細かく家計簿をつけたり、娘のジェニーを心配するなどの心優しい面を持っている。また、無駄遣いの多いパパには頭を悩ませており、普段は寝室からパパを閉め出してソファーで寝させたりする。最初はちびロボを良く思っていなかったが、後にちびロボにしか出来ない利便性を評価したことで認めるようになり、自らのお話し相手に誘うなど交友関係を築いていく。ちびロボを通じてパパの無駄遣いが未だに止まない上に反省していない事を知り、呆れて家事をボイコットする決心を固め、何日も部屋に閉じこもったまま出て来なかったが、マザースパイダーによるスパイダーたちの襲撃の際に一生懸命奮闘するパパの姿を見た事に加えてパパの真意を知ったことで和解し、仲は修復されて元の生活に戻る。
GC版公式サイトにて、パパとの出会いおよび学生時代とナナシ島（『ギフトピア』の舞台）に「カレン」という友達がいることが明かされている。
ジェニー
サンダースン家の一人娘。いつもカエルの帽子を被り、カエル語だと思われるものをしゃべっているが、これは本人曰く「カエルの呪いにかかった」とのことである。パパから誕生日プレゼントとしてちびロボを貰い、以降はペットのように可愛がる。
『おかえり!ちびロボ! ハッピーリッチー大そうじ!』では、成人して一児の母になった姿で登場した。
タオ
サンダースン家の愛犬。パパとママが結婚した頃からサンダースン家にいた。好物はおしゃぶりボーンだが、あまりもらえていない。昔、アーミー隊の隊員を連れ去っており、アーミー隊の恨みをかっていたが、後に和解する。
本作以前にも『ギフトピア』やスキップの前身・ラブデリック開発の『moon』にも登場しており、西健一ディレクターの愛犬がモデルである。
デカロボ
オレンジ社製のお手伝いロボット。ジョーイ・エビスというエンジニアによって開発され、昔はお手伝いロボットとして一世を風靡したが、消費電力がちびロボの1000倍だったためにエネルギーショックの際に使われなくなる。また、サンダースン家にも存在しており、生活が苦しいために地下倉庫に長年しまわれていたが、最終的には宇宙人の願いによってバッテリーが尽きなくなったことで再び使用されるようになる。
スパイダー
最近、各地の家庭に現れてはちびロボを襲っているというクモ型ロボット。サンダースン家にも出没する。出没場所はオイルで汚れていることが多い。親玉はマザースパイダー。元々はパパがちびロボと友好関係を築こうとして作られたが、グレープ社の他の社員がちびロボを破壊するために改造し、今の姿になった。
宇宙人
ちびロボくらいの大きさしかない宇宙人たち。若干姿や体格が異なる4人組で登場する。過去にUFOがサンダースン家宅へ墜落しそうになった際にデカロボに助けられ、お礼として彼の願いを2つかなえることを約束し、1つ目の願いとしておもちゃたちに魂を吹き込んで意思を持たせ、2つ目の願いを後日叶えること約束して一旦は母星に帰って行った。その後、ちびロボによって呼び出され、そこでデカロボの末路を知ったことで落ち込んで病気にまでなってしまうが、ちびロボに救われる。デカロボ復活後は再会を果たし、2つ目の願いとしてバッテリーが尽きなくなるようにするのを叶えた。

### おもちゃたち
アーミー隊
兵隊のおもちゃ。アーミー軍曹を中心に活動が行われているが、軍曹の行う訓練はとても厳しいために何人か逃げ出している（逃げ出した者たちはそれぞれの夢であった職業をしており、その中にはホック船長の仲間になった者もいる）。隊員の名前はアメリカの地名のもじりがほとんどであり、また後のシリーズ作品にも何かしらの形で登場している。仲間をさらったタオを恨んでおり、軍曹がちびロボに一目置いている事からタオへの復讐のためにちびロボに協力を依頼したが、訓練と作戦の末に仲間の救出に成功し、同時にタオとも和解した。
ギッチョマン
パパがファンのテレビアニメに登場するヒーローのフィギュア。正義をこよなく愛し、家中の異変に興味を持つが、「何が正義で何が悪なのか区別できない」という致命的な問題があり、的外れであることも多い。宇宙刑事を名乗っており、「宇宙刑事ギッチョマン」（サウンドトラックと『キャプテン★レインボー』での題名で、任天堂モバイルで配信される着信メロディでの題名は「行け!宇宙刑事ギッチョマン」）という特撮ヒーロー風のテーマソングもあるが、Wii版では公式サイトに「ギッチョマンの正義十箇条」という専用コーナーまで作られた。専用のポーズと共に後ろから爆発を出しているが、実は火薬を使用しており、火薬が少なくなると不発になりやすい。また、ピーツ姫に好意を寄せているようで、彼女を「美しきバンビーナ」と呼んでおり、一度だけ花をプレゼントした事がある。
ベベ
イモムシのぬいぐるみ。乙女チックな性格で、妄想癖が激しく、またギッチョマンにぞっこんではあるが、日々伝えることのできない想いに苦悩している。タオのお気に入りで、よく被害を受けてはおもちゃとして遊ばれている。趣味は日記を書くこと（公式サイトにも彼女の日記が置かれている）。口ぶりからして、女性のおもちゃでは最年少のようである。
ピーツ姫
お姫様のおもちゃ。ジェニーの部屋にあるおもちゃの城に住む。お化けなど恐ろしいものを怖がる。ゾビンが自分に花を贈ろうとしている事を知って彼を意識し始め、ちびロボにお化け克服のために協力を依頼するが、その甲斐あって克服に成功した。その後、暴れ回るサンプーにおもちゃの城を攻撃された際はゾビンに救われ、それにより改めて彼との愛が芽生えると同時に成就もしたことで結婚し、後に子供を授かる。
ゾビン
おとなしい性格のゾンビのおもちゃ。ジェニーの部屋にあるベッドの下の棺桶に住む。多少訛りのある喋り方をする。ピーツ姫のことを慕っており、花を贈ろうとするが、元々の体質から花を枯らしてしまった上にお化け嫌いのピーツ姫に絶叫されてしまう。その後、ピーツ姫がお化け嫌いを克服し、更には暴れ回るサンプーの危機から彼女を救い出した事で芽生えた愛が成就して見事に結婚した。
サンプー
蜂蜜が大好きなクマのぬいぐるみ。ジェニーのお気に入りのようで、常に肌身離さず抱えられているが、同時にジェニーの事も何かと心配しており、ちびロボにはジェニーから読み取った心情や気持ちを打ち明けている。普段は優しく、穏やかな性格だが、二重人格らしく、蜂蜜が無くなると凶暴な性格に変化する。暴れたままピーツ姫の城を攻撃したことをきっかけにミツ中毒を治したいと思うようになり、治すのに必要な伝説の花の種をちびロボに与え、後にちびロボから伝説の花のミツを貰ったことで治すことに成功した。
ホック船長
ロマンを大切にする木製の海賊人形。見た目は厳つく、怒鳴りつけるような口調で話すが、根は優しく、動かなくなったデカロボに同情したり、一度他人が手にした物を横取りする事を嫌ったり、義理人情が溢れる一面を見せている。手に持つ壺からいつも水を飲んでいるが、吐き出すことが多い。昔は浮遊することもできる木製の帆船（ガレー船）のおもちゃを所有していたが、過去にサンダースン家のお金に手を出そうとしたのを自分の中で海賊としてあってはならない事とし、その戒めとして裏庭に封印したが、後にちびロボによって封印を解いた帆船と元アーミー隊の乗組員を与えられたことで船出する決意を固め、ちびロボに3枚の宝の地図を託す。ちびロボが全てのお宝を見つけた後は、宇宙海賊として新たなるロマンとお宝を求めて夜空へと旅立って行った。
ファンキーフラワー
明るく歌とダンスの好きなプラスティック製の花（フラワーロックがモデル）。パパとママの寝室でよく踊っている。同じような姿の小さな仲間たちを預かることとなり、ある日急に停止してしまったが、実はスイッチが切れただけであった為に再びスイッチを入れられた事で復活し、小さな仲間たちと踊るようになる。
TOYレックス
おもちゃのブロックで出来た恐竜の女性。お節介な性格で、事あるごとに問題に関わろうとしている。おばちゃん風の振る舞いをし、関西弁を話す。マネについては厳しく、シビアな一面も見せる。ちびロボと出会った際に彼に噛み付いたが、そのあまりの堅さに逆に痛い目に遭い、それを機にちびロボと仲良くなる。その後、ファンキーフラワーが停止した際にはその葬式を計画したが、切れたスイッチが再び入れられてファンキーフラワーが復活したことで歓喜した。
スンミダ
家中あちこちに現れる謎の置物。マネの浄化と称してマネを要求することが多い。あらゆる場所で修行に励んでいるが、実力のほどは不明である。

### ゲストキャラクター
ナスビ仮面
『レッキングクルー』の登場キャラクター。宝箱に閉じ込められた際にちびロボに救われ、彼を一回ナスビにした後はお礼として「スーパーナスビ」を与えた。
プリモプエル
バンダイから発売された人形型ぬいぐるみ。普段はジッとしており、ちびロボに話し掛けられてもおもちゃとして喋るが、他のおもちゃと同じく、人がいないと動き、その場でちびロボと平然な会話をする。
たまごっち
バンダイから発売されたキーチェーンゲーム。成長はしないが、世話をすることができる。3日間面倒をみないと死んでしまう。育てるたまごっちは「やんぐまめっち」と「やんぐおやじっち」の二通りある。

## 備考
- CMソングには、『グリーングリーン』が使われた。歌はたいらいさおと高田サミが担当。『Wiiであそぶセレクション』版でも同じく『グリーングリーン』が使用されたが、歌詞は無くロングバージョンCMでは新たに録音されたアレンジバージョンが使用されていた。
- 任天堂公式サイトでは『ちびアニメ!』というオリジナルのアニメーションを3話見ることができる。製作は本作のキャラクターデザインを担当したhikarin（ヒカリン）が行っている。
- 「キャラクター」の項でも述べたように、公式サイトにはゲーム中のキャラクターであるベベが書いたブログという設定の『Belog（ベログ） 恋する乙女、ベベの日記』が連載されていた。2005年8月24日から始まり、不定期更新ではあったものの2007年3月以外は毎月更新され、2007年6月19日まで2年近くも続いたという長期コーナーとなった（終了理由は『咲かせて!ちびロボ!』発売のため）。
- 本作は元々はバンダイより発売される予定で同社の発売予定リストにもラインアップされていたが、任天堂の田邊賢輔（本作のプロデューサー）、宮本茂（本作のシニアプロデューサー）らの働きかけにより、任天堂からの発売に切り替えられた[1]。たまごっちなどが登場するのはその名残り。スタッフクレジットのスペシャルサンクスなどにバンダイの表記がある。また、ちびロボのamiiboの著作権表記では、任天堂、バンダイ、バンダイナムコエンターテインメント、スキップの4社による共同著作の扱いとなっている。
- 2004年11月3日~28日にニンテンドーDSの世界初一般公開として開催されたイベント『NINTENDO WORLD Touch! DS』では、発売日当日にニンテンドーDSが送られる抽選クイズのお題「この出展されていたゲームのキャラクター名は?」として、ちびロボが使われていた。